# 1652
El 1652 (MDCLII) fou un any de traspàs iniciat en dilluns pertanyent a l'edat moderna.

## Esdeveniments

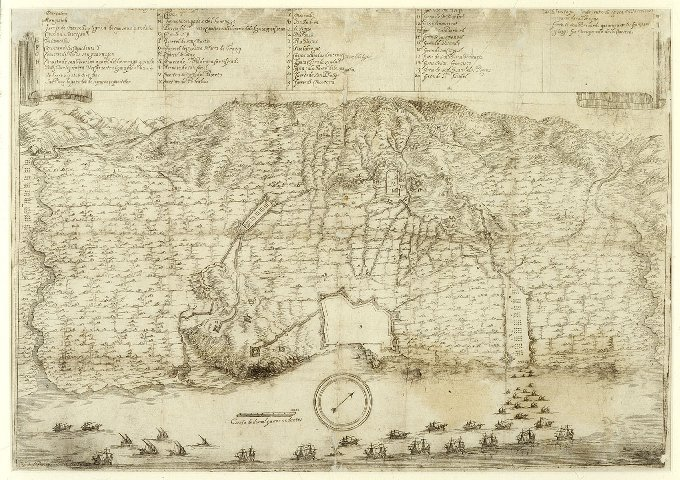
Cartografia del setge

- Publicació del Theatrum Chemicum Britannicum, compendi alquímic
- Comença una guerra entre anglesos i holandesos pel control del comerç marítim colonial
- 13 d'octubre: la ciutat de Barcelona es rendeix a les tropes de Joan Josep d'Àustria, en el marc de la guerra dels Segadors. La guerra va esclatar per una crisi de relacions entre les institucions catalanes i la monarquia hispànica, motivada per les pretensions fiscals d'aquesta i per l'allotjament de les tropes castellanes, implicades en la Guerra dels Trenta Anys. Es negocia entre 16 homes la capitulació. La base inicial seran 34 capítols. Acabat el conflicte, Catalunya va conservar els seus furs i les seves institucions, però França es va annexar part de la Cerdanya i el Rosselló, fet que seria confirmat pel tractat dels Pirineus.[1]
- Es pinta la Vista de Delft de Carel Fabritius
- Es funda la Colònia del Cap
- Gian Lorenzo Bernini acaba el seu Èxtasi de Santa Teresa

## Naixements
Països Catalans
- 20 de novembre, Cardona: Manuel Mariano Ribera, religiós mercedari i cronista (m. 1736).

Resta del món
- 13 de febrer, Florència, Itàlia: Anton Domenico Gabbiani, pintor (m. 1726).
- 3 de març, Trotton, Anglaterra: Thomas Otway, dramaturg anglès (m. 1685).
- 7 d'abril, Florència, Itàlia: Lorenzo Corsini Climent XII, Papa de Roma (m. 1740).[2]
- 21 d'abril, Embèrt, França: Michel Rolle, matemàtic francès, conegut principalment pel teorema que porta el seu nom (m. 1719).
- 8 de setembre, Sevilla [d. bateig]ː Luisa Roldán, La Roldana, escultora barroca, primera escultora espanyola registrada (m. 1706).[3]
- 5 de desembre, Amsterdam: Adriana Spilberg, pintora de l'Edat d'Or neerlandesa (m. ca.1700).[4]

## Necrològiques
Països Catalans
- 3 de setembre, Nàpols (Itàlia): Josep de Ribera, lo Spagnoletto, pintor i gravador valencià del barroc (n. 1591).[5]

Resta del món
- 21 de març - Bruges (Comtat de Flandes), Olivier de Wree, dit Vredius, poeta, historiador, polític i mecenes.
- Gregorio Allegri, compositor.